# 弾幕アマノジャク 〜 Impossible Spell Card.
『弾幕アマノジャク 〜 Impossible Spell Card.』（だんまくアマノジャク インポッシブル・スペル・カード）とは、同人サークル上海アリス幻樂団制作の弾幕系シューティングゲームであり、東方Projectの第14.3弾にあたる作品である。
本作は2014年5月11日開催の同人イベント「博麗神社例大祭11」で完成版が販売された。2014年5月18日に同人ショップでの委託販売も行なわれている。
本項では2014年のデジゲー博でプレイアブル展示された特別版『弾幕アマノジャク ゴールドラッシュ』（以下：『ゴールドラッシュ』）についても解説する。

## システム
『弾幕アマノジャク』は、超難関の弾幕を反則的なアイテムを駆使しながら相手を倒すゲームであり、主人公・正邪が10日間逃げ果せる事と、"70通りある全ての弾幕回避"を達成する事である。アイテムにはいくつか種類があり、敵を倒していくと使えるアイテムが増えていく。決して避けられない弾幕ではないが、アイテムを使わずにクリアしようとすると難易度が異常な程に高くなる。アイテムは使用回数の定まったメインアイテムと特殊効果のサブアイテムの二種を選択し設定する。相手の体力は周囲に円周グラフで表示され、円周グラフが無くなると撃破となる。回避不可能な弾幕の使用を禁じるスペルカードルールの無視が許可されたため、回避不可能な弾幕(Impossible spell card)が襲いかかってくる。そして目には目を、歯には歯を、反則弾幕には反則アイテムで対抗する。尚ゲームプログラムとしてのシステムは現在の所Windows版のみ開発されているが、Wineを用いてLinuxとmacOS上での動作も可能。

## あらすじ
前作でこてんぱんにやられた鬼人正邪。遂にお尋ね者の身となってしまった。これではまずいので当然の如く逃亡を図る正邪。だが幻想郷の住人は八雲紫の出した「スペルカードルールの無視も厭わない」というお触れによって、お尋ね者の正邪に容赦ない(ほぼ)回避不能の弾幕を仕掛けて来る。何とか逃げ果せないと…10日に亙る正邪と幻想郷の住人との情無用の弾幕バトルが開始された。回避不能の弾幕には反則アイテムで立ち向かえ!

## 登場人物
鬼人正邪 (きじん　せいじゃ)
今作の自機である天邪鬼の少女。前作で行方不明となったがお尋ね者になり、打ち出の小槌の魔力が残った道具を駆使して追手を振りきっていく。
『紅魔郷』から『輝針城』までのキャラクターが多数登場するが、唯一『地霊殿』のキャラクターのみが全員登場しない。
- 1日目 - 九十九八橋(チュートリアル)、わかさぎ姫、チルノ
- 2日目 - 幽谷響子、赤蛮奇
- 3日目 - 今泉影狼、上白沢慧音、藤原妹紅
- 4日目 - 西行寺幽々子、霍青娥、宮古芳香
- 5日目 - 堀川雷鼓、九十九八橋、九十九弁々
- 6日目 - 二ッ岩マミゾウ、射命丸文、姫海棠はたて、河城にとり、犬走椛
- 7日目 - 霧雨魔理沙、十六夜咲夜、魂魄妖夢、東風谷早苗
- 8日目 - 少名針妙丸、博麗霊夢、二ッ岩マミゾウ
- 9日目 - 八坂神奈子、洩矢諏訪子、物部布都、伊吹萃香
- 10日目 - 聖白蓮、豊聡耳神子、比那名居天子、レミリア・スカーレット、八雲紫

## 登場アイテム
本作の登場アイテムは以下の通り。メインに装備した場合とサブに装備した場合で異なる効果を発揮する。
メイン装備は全て使用回数に上限がある一時効果のものだが、サブ装備は回数のある一時効果と回数のない常時効果に分かれている。
アイテムはそれをメイン装備にしてクリアした弾幕の種類数に応じて(または、アイテム無使用クリアすると全アイテムクリア扱いになる)レベルアップし、効果や使用回数が強化される。
血に餓えた陰陽玉
メイン装備:ボス眼前への瞬間移動効果。ボタン長押しで移動する出現点を変更も出来る。
サブ装備:当たり判定が小さくなる。
天狗のトイカメラ
メイン装備:範囲を操作可能な四角い空間の弾幕を消し去る。
サブ装備:移動速度が上がる。
呪いのデコイ人形
メイン装備:設置すると一定時間ボスの自機狙い弾が人形を狙うようになる。
サブ装備:ショット本数が倍になる。
四尺マジックボム
メイン装備:設置の一定時間後大爆発し、爆発した範囲内の全ての弾幕を消去する。
サブ装備:メイン装備使用時周囲の弾を消す。
隙間の折りたたみ傘
メイン装備:画面端で使用すると反対側の画面端に瞬間移動する。ボタン長押しで画面外に避難潜伏し無敵モードともなる事が出来る。:
サブ装備:上述の瞬間移動が3回だけできる。潜伏機能は無い。
身代わり地蔵
メイン装備:複数回ミスを帳消しにする。
サブ装備:一度だけミスを帳消しにする。
亡霊の送り提灯
メイン装備:一定時間被弾しなくなる（"幽霊化"）。幽霊化中は攻撃も移動も可能。
サブ装備:被弾直後にメイン装備を使用した場合ミスを帳消しにする（東方Project伝統の「喰らいボム」システムに似たもの）。
ひらり布
メイン装備:使用中は無敵になるアイテム。但し移動・攻撃は出来ない。ボタン長押しで無敵時間を調整可能。
サブ装備:メイン装備全消費後、2回だけひらり布が使える。
打ち出の小槌（レプリカ）
メイン装備:前方近距離に高威力攻撃ができる。溜め動作が必要でその間動けなくなる。
サブ装備:メイン装備の効果または使用回数の強化。

## 曲目リスト
本作では新曲がいくつか用意されているが、『東方輝針城 〜 Double Dealing Character.』を中心とした既成の楽曲もいくつか用いられている。
1. 反則の狼煙を上げろ - 新曲
2. 秘境のマーメイド - 東方輝針城から
3. 不可能弾幕には反則を - 新曲
4. リバースイデオロギー - 東方輝針城から
5. ミッドナイトスペルカード - 新曲から
6. ロマンチック逃飛行 - 新曲
7. 幻想浄瑠璃 - 東方輝針城から
8. 妖怪の山 〜 Mysterious Mountain - 東方風神録から
9. 永遠の三日天下 - 新曲

## 弾幕アマノジャク ゴールドラッシュ
『弾幕アマノジャク ゴールドラッシュ』は、2014年11月16日に開催されたイベント「デジゲー博2014」で初めてプレイアブル展示された本作の特別版である。
この特別版は、10番目の反則アイテムである本物の打ち出の小槌を振るい、敵の弾幕を大判小判に変えてスコアを稼ぐというスコアアタックに特化した内容である。また、身代わり地蔵が数個残機の代わりとして用意されている。

## 反響
週刊アスキーの西山真司は、デジゲー博2014のレポートの中で、『ゴールドラッシュ』の人気について、「デジゲー博2014でのみ体験できるということもあり、長蛇の列ができていた」と書いている。